# V396 Центавра
V396 Центавра — звезда в созвездии Центавра. Находится на расстоянии 7389 св. лет от Солнца.
Это красный сверхгигант спектрального класса M4Ia-Iab. Входит в состав звёздной ассоциации Центавр OB1-D. Это одна из крупнейших известных звёзд, радиус которой в 1070 раз больше солнечного. Светимость звезды в 164 000 раз больше солнечной, а температура её поверхности составляет 3550 K.